# Дурман любви
«Дурман любви» (англ. Addicted to Love) — американская романтическая кинокомедия режиссёра Гриффина Данна. В главных ролях снялись Мег Райан, Мэттью Бродерик и Келли Престон. Название картины основано на песне «Addicted to Love» Роберта Палмера. Это юмористическая любовная история, но в некоторые моменты юмор бывает чёрным и немного другим, как это характерно для фильмов, в которых снимается Мэг Райан.

## Описание сюжета
Две пары влюблённых разыгрывают комедию ошибок, в которой Мэгги (Райан) и Сэм (Бродерик) - астроном, несколько неэтично и грязно, пытаются разбить союз своих бывших партнёров, Энтони (Чеки Карио) и Линды (Престон).
Астроном Сэм опустошен, когда любовь всей его жизни, Линда, изменяет ему и уходит к учтивому французу по имени Энтони. Поэтому он отправляется в Нью-Йорк, чтобы преследовать ее, и устанавливает камеру в заброшенном здании напротив дома Линды, ждать, пока она не решит покинуть своего нынешнего любовника, намереваясь завоевать ее вновь. Через несколько недель к нему присоединится Мэгги, фотограф и мотоциклист, которая полна решимости отомстить Энтони, ее бывшему жениху. 
Они крадут их личные данные, нападают и уничтожают ресторан Энтони. Вначале они были враждебными друг к другу, но в итоге объединяются, пытаясь разлучить пару и разрушить жизнь Энтони. Однако возникают осложнения, когда Сэм и Мэгги начинают влюбляться друг в друга.

## Актёрский состав
- Мэг Райан — Мэгги
- Мэттью Бродерик — Сэм
- Келли Престон — Линда
- Чеки Карио — Энтон
- Морин Стэплтон — Нана
- Нэсбит Блэйздейл — Эд Грин
- Ремак Рэмсэй — профессор Уэллс
- Ли Уилкоф — Карл
- Доминик Данн — Мэтьюсон
- Сьюзан Форристэл — Сесиль
- Ларри Пайн — уличный комик
- Деббон Айер — Гвен
- Маурицио Бенаццо — модный европейский мужчина
- Пауло Каламари — французский бармен
- Хелмар Огастас Купер — водитель автобуса
- Том Форрест — астроном
- Шошанна Глеич — школьный учитель
- Жаклин Хейнц — лысая девушка
- Майк Ходж — швейцар Линды
- Дэниел Дэ Ким — студент-помощник
- Уильям Кукс — клерк за столом
- Стив Мак-Олиф — бизнесмен
- Конрад Мак-Ларен — мотоциклист
- Билл Тимони — хозяин ресторана
- Боб Боуерсокс — астроном
- Энни Рински — студент Линды
- Джеймс Роусин — астроном

## Критика
Фильм получил неоднозначные отзывы. 
Критик Chicago Sun-Times - Роджер Эберт назвал его незрелым, неправдоподобным и глупым, но все же дал ему две звезды из возможных четырех . 
Но он не пошел так далеко, как Кевин Томас из Los Angeles Times, который назвал фильм жутким и сказал:
«Чрезвычайно трудно найти, что-то смешное в расчетливом и безжалостном уничтожении Энтона, особенно когда он оказывается самым симпатичным и зрелым из всех четырех основных героев. Возможно, «Дурман любви» может работать как мрачная комедия, но работа сценариста Роберта Гордона и режиссера Гриффина Данна, создает впечатление, что мы должны принять решительную, иррациональную месть как беспорядочные правосудие. 
Нью-йоркский кинокритик Time Out Эндрю Джонстон (критик) писал: «Некоторые говорят, что фильмы, названные в честь хитов, всегда отстой. По-своему, «Дурман любви» доказывает их неправоту. Режиссерский дебют Гриффина Данна, безусловно, не является художественным триумфом, но это достаточно интересный комедийный фильм.» 
На сайте Rotten Tomatoes фильм имеет рейтинг 56%, на основании 32 рецензий критиков, со средним рейтингом 5,6 из 10 .

## Прокат
Фильм, посвященный режиссерскому дебюту Гриффина Данна, был выпущен 23 мая, за неделю до выходных в честь Дня памяти в Соединенных Штатах.
Фильму удалось собрать только 34 673 095 долларов в кассах,  на несколько миллионов меньше, чем в среднем собирают картины с Мэг Райан  или Мэттью Бродериком .
Фильм оказался на втором месте в североамериканском прокате, заработав 11,4 млн. Долл. США в первые выходные, после фильма «Затерянный мир: Парк юрского периода» . 

## Производство
Большинство съемок проходили там, где разворачиваются события фильма, в районе Гринвич-Виллидж в Нью-Йорке, некоторые съемки были проведены в Сентервилле, Делавэр и Суартморе, Пенсильвания.